# Voisines (Yonne)
Voisines é uma comuna francesa na região administrativa de Borgonha-Franco-Condado, no departamento de Yonne. Estende-se por uma área de 27,18 km². Em 2010 a comuna tinha 522 habitantes (densidade: 19,2 hab./km²).